# آل بوسعید
آل بوسعید (عربی: آل بو سعيد) از قبایل عرب منطقه خاورمیانه می‌باشد، که بر کشور عمان حکومت می‌کنند و همواره بزرگ این خاندان به‌عنوان سلطان عمان شناخته می‌شود. پیشینه خاندان آل بوسعید به فردی از قبیله أزد، بنام خلف بن ابی‌سعید الحنائی بازمی‌گردد. اجداد این خاندان از یمن به منطقه دباء البیعة مهاجرت کردند و پس از ویران شدن سد مأرب، در اواخر قرن سوم پیش از میلاد و در زمان شاهنشاهی ساسانی، در منطقه کنونی، در کشور عمان سکنی گزیدند. هم‌اکنون هیثم بن طارق آل سعید، بزرگ خاندان آل بوسعید می‌باشد، که به‌عنوان سلطان عمان شناخته می‌شود.